# Сёстры (роман)
«Сёстры» — роман Алексея Николаевича Толстого, первая часть эпопеи «Хождение по мукам». Был впервые опубликован в 1922 году в Берлине.

## Сюжет
Действие романа начинается в Петербурге в 1914 году. Сёстры Даша и Катя Булавины увлечены поэтом-декадентом Бессоновым, Катя изменяет с ним своему мужу, адвокату Николаю Смоковникову. Даша знакомится с инженером Иваном Ильичом Телегиным.

## Создание и публикация
Толстой начал работу над «Сёстрами» в Одессе летом 1918 года, причём планировал написать небольшую повесть, но позже это произведение стало частью эпопеи. Роман изначально предназначался для эмигрантской публики. Впервые он был опубликован в Париже, в русских журналах «Грядущая Россия» (1920, № 1—2, главы 1—10) и «Современные записки» (1920—1921, № 1—6, полностью) под названием «Хождение по мукам». Первое отдельное издание вышло в свет в 1922 году в Берлине, в издательстве «Москва».
Вернувшись в СССР, Толстой существенно отредактировал текст, изменив его идеологический посыл. Иван Бунин в своём очерке о Толстом приводит это как пример его способности подстраиваться под конъюнктуру.